# Người Lhoba
Người Lhoba (Giản thể: 珞巴, Lạc Ba) là một thuật ngữ có nguồn gốc chưa rõ ràng, họ có thể là một nhóm người pha trộn giữa các bộ lạc thuộc Nhóm ngôn ngữ Tạng-Miến sống tại hay xung quanh "Pemako" (một khu vực ở đông nam Tây Tạng), bao gồm các huyện Mainling, Mêdog, Zayü của châu Nyingchi và huyện Lhünzê của châu Shannan. Chính phủ Cộng hòa Nhân dân Trung Hoa coi đây là một trong 56 dân tộc chính thức tại Trung Quốc.
Các bộ tộc Lhoba sống tại Tây Tạng nói ít nhất 3 ngôn ngữ Tạng-Miến không thể hiểu lẫn. Các ngôn ngữ này còn được sử dụng rộng rái hơn tại Arunachal Pradesh. Rất ít người Lhoba biết tiếng Tạng. trong quá khứ, khi không có chữ viết, người Lhoba đã lưu truyền lịch sử lại cho đời sau qua truyền miệng hay các ký hiệu thắt nút. Những người đàn ông được hướng dẫn để đi săn khi còn ở tuổi rất nhỏ, phụ nữ có vị thế xã hội thấp hơn so với nam giới. Người Lhoba Cũng thừa hưởng một khí hậu cận nhiệt ấm áp.
Khu vực mà người Lhoba sinh sống ngày nay còn được biết đến là Lhoyü (a.k.a. Luoyu, lho-yul, ལྷོ༌ཡུལ་; Lhoyü là tên của một vùng ở Tây Tạng ngày nay, hạ Lhoyü do Ấn Độ cai quản như một phần của Arunachal Pradesh). Tuy nhiên, do việc thiếu muối, dân tộc này thường bị bướu cổ, điều kiện sống nghèo khổ nên nhiều đứa trẻ sinh bị điếc hoặc câm. Dân số của dân tộc này đã suy giảm cho đến những năm gần đây do bệnh này. Do dân số thấp, nhiều người trong số họ đã kết hôn với người Tạng hay với các nhóm bộ lạc của Arunachal Pradesh, đặc biệt là người Monpa.